# Klimagram
Klimagram (též klimadiagram nebo Walterův klimagram) je diagramové vyjádření vztahu průměrných teplot a srážek v určité lokalitě. Klimagramy zachycují průběh těchto veličin zprůměrovaných za každý měsíc. Jsou konstruovány na základě meteorologických měření.

## Popis
Klimagram se skládá ze tří základních os. Na ose x jsou vyneseny měsíce. Pro severní polokouli od ledna do prosince, pro jižní pak od července do června. Jednotlivé úseky jsou stejně dlouhé a označují se kolmými čárkami. Zkratky měsíců se nemusí uvádět. Na ose y, která má počátek v lednu, resp. červenci a stoupá vzhůru se vynesou teploty, obvykle po 10 °C, pravá svislice pak obsahuje srážky, obvykle po 20 mm; poměr měřítka teplot a srážek by měl být 1:2. Průměrná měsíční teplota se následně označí tlustou křivkou a průměrné měsíční srážky tenkou křivkou. Vlevo nahoře je uvedeno jméno města, nebo lokality, ve které se nachází meteorologická stanice a v závorce nadmořská výška v metrech. Vpravo nahoře pak průměrná roční teplota lokality a průměrné množství srážek za rok.

## Analýza klimagramu
V případě, že máme celý klimagram před sebou, vznikají nám zde 3 druhy prostorů. Černé plochy představují perhumidní období, kdy průměrné srážky přesahují 100 mm. Jeden dílek na pravé straně tak odpovídá 200 mm, tedy v poměru 1 : 10. Svisle šrafované plochy představují humidní období, kdy výpar nepřevyšuje srážky, a tečkované plochy představují aridní období, kdy výpar srážky převyšuje.

## Další ukazatele klimagramů
Některé klimagramy dále ukazují, jak dlouho daná meteorologická stanice provádí měření. To se uvádí do hranaté závorky v rocích pod jméno lokality. Dále mohou zobrazovat nejvyšší a nejnižší teplotu naměřenou na stanici, průměrné teplotní minimum a maximum, období s denními minimy a s průměrnými denními minimy pod 0 °C. Protože osa x leží na úrovni nula stupňů Celsia, stává se, že graf zasahuje částečně i pod tuto osu.

## Poznámka
Dílky pravé a levé svislice musí být stejně dlouhé. Do klimagramu se vypisují jen nezbytně nutné údaje, které přímo nevyplývají z grafu.